# Pellucens manifesta
Pellucens manifesta är en fjärilsart som beskrevs av Collenette 1933. Pellucens manifesta ingår i släktet Pellucens och familjen tofsspinnare. Inga underarter finns listade i Catalogue of Life.